# Rütjer Rühle
Winrich Rütjer Rühle (* 14. April 1939 in Leipzig) ist ein deutscher Maler; 1991 wurde ihm der Kulturpreis der Stadt Erlangen verliehen.

## Biografie
Die Familie Rütjer Rühles stammte aus Danzig. Nach der Flucht aus Posen wuchs Rühle seit 1945 in Erlangen auf. Von 1955 bis 1963 war er Schüler von Christian Klaiber, der seinerseits Schüler von Henri Matisse und Fernand Léger gewesen war. Rühle begann zunächst ein Studium der Geschichte, Philosophie und Kunstgeschichte an der Universität Erlangen. Gleichzeitig vertiefte er seine praktischen Erfahrungen mit der Malerei durch häufige Besuche der Restaurationswerkstatt des Germanischen Museums der Stadt Nürnberg. In den Jahren 1959 und 1960 malte er verschiedene Motive nach Originalen von Konrad Witz, Rembrandt und Albrecht Dürer. Von 1963 bis 1966 studierte Rühle an der Hochschule für Bildende Künste Berlin (heute UDK). Nach langen Arbeitsaufenthalten in Andalusien, Paris und Köln ließ er sich 1975 in Vincennes nahe Paris nieder. Er hat inzwischen die französische Staatsbürgerschaft inne.
Mitte der 1970er entwickelte Rühle eine besondere Maltechnik für seine meist großformatigen Leinwände. Dazu bediente er sich großer Holzplatten und roher Bretter, mit denen er pastose Farbe auf die Leinwand drückte. Nach dem Abnehmen der Platten blieben Abdrücke der Plattenstruktur sichtbar und es entstanden Abrissspuren, die den Gemälden, neben intensiven Farbwerten, eine starke Oberflächentextur verleihen.
1990 erhielt Rühle den Auftrag der Stadt Erlangen für die Arbeit Tag und Nacht und Nacht und Tag I. Es entstanden vier Leinwände im Format 290 cm / 400 cm. Im Jahr darauf wurde ihm der Kulturpreis der Stadt Erlangen verliehen. Seitdem beschäftigt sich Rühle mit der Aufgabe, durch die räumliche Anordnung großformatiger Bilder Resonanzräume zu schaffen. So entstanden Arbeiten wie etwa Tag und Nacht und Nacht und Tag II (1995), Gehöft (1995 und 2002) und der Resonanzraum Mühle (1997 bis 2000), der vom Kunstmuseum Liechtenstein erworben wurde. Seit 2003 arbeitet Rühle an dem Projekt Amgheid, das bisher neun Leinwände in der Größe 270 cm / 480 cm umfasst.
Neben den großformatigen Resonanzräumen beschäftigte sich Rühle zwischen 1997 und 2002 mit der Gestaltung von „Büchern“, in denen er sich mit Gedichtsammlungen von Paul Celan auseinandersetzt. Bei den Büchern handelt es sich um bemalte, beschriftete und mit verschiedenen Materialien bearbeitete Pappen (meist im Format 73 cm / 100 cm), die Rühle zu einzelnen Exemplaren montierte. Die Titel entsprechen den Gedichtsammlungen Celans: Lichtzwang, Zeitgehöft, Die Niemandsrose, Engführung, Sprachgitter und Atemwende. 
Auch bei den Büchern geht es Rühle um Resonanz: 

„Anfangs stehen die schwarz-weißen Schriftseiten mit gemalten Seiten in Resonanz - wobei der weiße, leere Raum ebenso wichtig ist wie die meist mit schwarzer Tinte geschriebenen Buchstaben. Später befindet sich Schrift in Malerei und Malerei in Schrift: Ein Geflecht, ein raum-zeitliches Gitterwerk.“

## Rezensionen
„Zur Malerei Rütjer Rühles. Der hochexpressive, um nicht zu sagen: explosive Duktus, mit dem die Farbe auf die Leinwand gebracht wurde, nimmt einen sofort gefangen.“